# Perileucoptera coffeella
Espèce
Perileucoptera coffeella (la Mineuse des feuilles du caféier) est une espèce d'insectes lépidoptères de la famille des Lyonetiidae, originaire d'Amérique.
Ce papillon dont les chenilles creusent des galeries dans les feuilles est l'un des principaux ravageurs du caféier dans de nombreux pays d'Amérique tropicale.